# Rängsjötjärnen
Rängsjötjärnen är en sjö i Sollefteå kommun i Ångermanland och ingår i Ångermanälvens huvudavrinningsområde. Sjön har en area på 0,125 kvadratkilometer och ligger 257,2 meter över havet. Sjön avvattnas av vattendraget Rängsjöbäcken.

## Delavrinningsområde
Rängsjötjärnen ingår i det delavrinningsområde (706210-156880) som SMHI kallar för Utloppet av Rängsjön. Medelhöjden är 282 meter över havet och ytan är 15,74 kvadratkilometer. Det finns inga avrinningsområden uppströms utan avrinningsområdet är högsta punkten. Rängsjöbäcken som avvattnar avrinningsområdet har biflödesordning 3, vilket innebär att vattnet flödar genom totalt 3 vattendrag innan det når havet efter 137 kilometer. Avrinningsområdet består mestadels av skog (72 procent) och sankmarker (12 procent). Avrinningsområdet har 1,3 kvadratkilometer vattenytor vilket ger det en sjöprocent på 8,2 procent.